# Edmund Robertson
Edmund Frederick Robertson (1 de junho de 1943) é um matemático britânico, professor aposentado de matemática pura da Universidade de St. Andrews.

## Formação e carreira
Robertson obteve um bacharelado na Universidade de St. Andrews em 1965. Foi então para a Universidade de Warwick, onde obteve um grau de Master of Science em 1966 e um PhD em 1968.
Em 1998 foi eleito fellow da Sociedade Real de Edimburgo.
Em 2015 recebeu juntamente com seu colega O'Connor o Hirst Prize da London Mathematical Society por seu trabalho sobre o MacTutor History of Mathematics archive. Em sua tese, "Classes of Generalised Nilpotent Groups", foi orientado por Stewart E. Stonehewer.

## Trabalho
Robertson é um dos criadores do MacTutor History of Mathematics archive, juntamente com John J. O'Connor. Robertson publicou mais de 100 artigos científicos, principalmente sobre a teoria de grupos e semigrupos. É também autor ou coautor de 17 livros-texto.

## Obras
- Algebra Through Practice: A Collection of Problems in Algebra with Solutions: Books 4-6 - with T.S.Blyth, ISBN 978-0521253017
- Rings, Fields and Modules - with T.S.Blyth, 1985, ISBN 978-0521272919
- Sets and mappings - with T.S.Blyth, 1986, ISBN 978-0412278808
- Linear Algebra - with T.S.Blyth, 1986, ISBN 978-0412278501
- Essential Student Algebra: Groups - with T.S.Blyth, 1986, ISBN 978-0412278402
- Basic Linear Algebra - with T.S.Blyth, 1998, ISBN 978-3540761228
- Colin MacLaurin (1698-1746): Argyllshire's Mathematician, 2000, ISBN 978-1902847108
- Further Linear Algebra - with T.S.Blyth, 2002, ISBN 978-1852334253